# Judith Guest
Judith Guest, née le 29 mars 1936 à Détroit, est une romancière et scénariste américaine. 

## Biographie
Originaire du Michigan, Judith Guest est la petite-nièce du poète américain Edgar Guest. En 1951, elle fréquente le Mumford High School de Detroit. Lorsque sa famille déménage à Royal Oak, elle est transférée au Royal Oak High School, d’où elle ressort diplômée en 1954. Elle étudie ensuite l'anglais et la psychologie à l'Université du Michigan. Elle est membre de la sororité Sigma Kappa, et obtient un bachelor en éducation. 
Judith Guest se marie avec son amoureux de l'université, l'homme d'affaires Larry LaVercombe, ancien joueur de basket-ball au Cooley High School de Détroit. Le couple, parents de trois garçons, divorce en 2009. Elle enseigne dans une école publique pendant plusieurs années avant de prendre la décision de se consacrer à plein temps à la réalisation d'un roman. Elle réside au Minnesota.

## Carrière littéraire
La première et plus célèbre œuvre de Judith Guest est édité en 1976. Ordinary People raconte l'histoire d'une année dans la vie des Jarretts, une famille de banlieue aisée essayant de faire face aux séquelles de deux événements traumatisants,. Bien qu'il ait remporté des éloges et des récompenses critiques à sa sortie, le livre obtient un succès public grandissant à la suite de son adaptation cinématographique en 1980. Ordinary People est régulièrement au programme des classes d'anglais du secondaire aux États-Unis,.
L’autrice concentre majoritairement ses récits sur des parcours d’adolescents contraints de faire face à des crises dans leur famille, comme dans les ouvrages Ordinary People (1976), Second Heaven (1982) et Errands (1997),.
En 1988, Judith Guest co-écrit avec la romancière Rebecca Hill, le roman policier Killing Time in St. Cloud. Nick Uhler revient à St. En 2004, elle est l’auteure de The Tarnished Eye, inspiré d’un véritable crime non résolu dans son Michigan natal,. 

## Adaptations cinématographiques
En 1980, l’ouvrage Ordinary People (Des gens comme les autres) est adapté au cinéma par le réalisateur par Robert Redford, et obtient quatre oscars, dont l’Oscar du meilleur film.
En 1987, Judith Guest est la scénariste de la comédie dramatique Rachel River, réalisée par Sandy Smolan. Le film retrace le parcours d’une jeune journaliste de retour dans sa ville natale du Minnesota, pour faire le point sur sa vie.

## Distinctions
Judith Guest est lauréate du prix Janet Heidinger Kafka, dédié à la fiction américaine au féminin, pour l’ouvrage Ordinary People en 1976. 

## Publications

### Textes originaux
- Ordinary People, Viking Press, 1976,  (ISBN 0670528315)
- Second Heaven, Penguin Books,1982,  (ISBN 0713915560)
- Killing Time in St. Cloud avec Rebecca Hill, Delacorte Press, 1988,  (ISBN 0440500699)
- The Mythic Family, Milkweed Editions, 1988,  (ISBN 0915943301)
- Errands, Ballantine Books, 1997,  (ISBN 0345409051)
- The Tarnished Eye, Scribner, 2004,  (ISBN 0743257367)

### Traductions françaises
- Des gens comme les autres, traduction de Jacques Hall, J'ai Lu, 1994,  (ISBN 2277119091)